# Catacombe di San Paolo
Le catacombe di San Paolo sono un sito archeologico di Malta.
Le catacombe si trovano a Rabat e le loro stanze venivano utilizzate per i rituali di sepoltura dei primi cristiani. La realizzazione dell'ipogeo, però, è di molto anteriore in quanto risale al terzo o quarto secolo a.C. e ospitano un gran numero di cripte per più dei 2000 m² della loro estensione. Parte del sito è stato adibito nel 1200 circa, durante la ricristianizzazione dell'isola, a santuario cristiano decorato con dei dipinti alle pareti. Nel 1894, le catacombe sono state oggetto di un intervento di ripulitura e di studio.

## Descrizione
Le catacombe risultano essere le più ampie tra gli altri numerosi tipi di ipogei presenti nella zona. Il complesso principale è costituito da due saloni di grandi dimensioni, con pilastri su colonne in stile dorico e intonaci dipinti che sono, per la maggior parte, stati consumati dal tempo. Sono presenti anche due tavoli ottenuti da un unico pezzo di roccia, che hanno la somiglianza dei letti reclinati utilizzati nei triclini di epoca romana. Secondo gli studiosi, questi manufatti erano utilizzati per effettuare dei pasti durante la ricorrenza in memoria dei defunti.